# 나이트메어 6: 프레디 죽다
《나이트메어 6: 프레디 죽다》(영어: 
Freddy's Dead: The Final Nightmare 혹은 영어: A Nightmare on Elm Street 6: The Final Nightmare)는 1991년에 개봉된 미국의 슬래셔 영화이다. 《나이트메어 5: 꿈꾸는 아이들》(1990)의 속편이며 나이트메어 영화 시리즈 여섯 번째 작품이다.
속편 《나이트메어 7: 뉴 나이트메어》(1994)로 이어진다.

## 줄거리
프레디 크루거가 오하이오주 스프링우드의 모든 아동과 10대를 살해한다. 머리 부상으로 기억 상실에 시달리는 유일한 생존자는 매기의 환자가 된다. 입양되어 자란 매기는 자신의 친부가 다름 아닌 프레디라는 것을 알게 되고, 프레디에게 대항하는 장대한 싸움에 동참한다.

## 출연진
- 리사 제인
  - 커샌드라 레이철 프릴
- 로버트 엥글런드
  - 토비 섹스턴
- 레즐리 딘
- 숀 그린블랫
- 브레킨 마이어
- 리키 딘 로건
- 야펫 코토
- 린지 필즈
- 조니 뎁
- 톰 아널드
- 로잰 바
- 앨리스 쿠퍼
- 엘리너 도너휴
- 로버트 셰이

## 기타 제작진
- 총괄 제작: 마이클 더루카
- 협력 제작: 마이클 N. 크누
- 배역: 재닛 허션슨, 제인 젱킨스, 로저 머슨든
- 미술: C.J. 스트론